# Johannes Rau
Johannes Rau (16. ledna 1931 Wuppertal – 27. ledna 2006 Berlín) byl 8. prezidentem Spolkové republiky Německo. Úřad zastával od 1. července 1999 do 30. června 2004.

## Biografie
Narodil se v silně věřící protestantské rodině jako třetí z pěti dětí. Jako chlapec se aktivně účastnil protinacistických aktivit. Po ukončení základního vzdělání (Volksschule Schützenstraße ve wuppertalské čtvrti Barmen) studoval na gymnáziu Wilhelma Dörpfelda ve Wuppertalu-Elberfeldu, které bylo zničeno na konci června 1943 při leteckém útoku na Elberfeld. Později navštěvoval Humanistické gymnázium ve wuppertalské čtvrti Barmen, které dnes nese jeho jméno (Ganztagsgymnasium Johannes Rau). K rozmrzení svého otce musel ale v září 1948 studium přerušit. Od 5. října 1948 se učil knihkupcem ve wuppertalském nakladatelství Emil Müller.
Po úspěšném ukončení učení v červnu 1952 pracoval jako nakladatelský pomocník ve Wuppertalu a od roku 1953 jako lektor u jednoho malého nakladatelství ve Wittenu. 1962 se stal členem představenstva tohoto nakladatelství a 1965 jeho ředitelem. Kromě toho byl od roku 1949 externím spolupracovníkem novin Westdeutsche Rundschau vycházejících ve Wuppertalu.
V roce 1958/1959 vstoupil do Sociálnědemokratické strany Německa (SPD), v letech 1964–1967 byl předsedou frakce SPD v Zemském sněmu Severního Porýní-Vestfálska, v období 1969 a 1970 pak starostou Wuppertalu.
V sociálně-liberálních vládách byl ministrem pro vědu a výzkum (1970–1978). Po následujících dvacet let byl předsedou zemské vlády Severního Porýní-Vestfálska. Tento úřad zastával až do roku 1998, kdy odstoupil (i ze své funkce předsedy zemské SPD) a 23. května 1999 byl zvolen Spolkovým sněmem do funkce spolkového prezidenta, kde nahradil Romana Herzoga (CDU). Ve funkci zůstal až do 1. července 2004, kdy byl vystřídán Horstem Köhlerem.
Zemřel 27. ledna 2006 v 75 letech v Berlíně.

## Vyznamenání
| Stát      | Stuha | Název                                                                             | Datum udělení      |
| --------- | ----- | --------------------------------------------------------------------------------- | ------------------ |
| Česko     |       | Řád Bílého lva I. třídy s řetězem                                                 | 2000               |
| Dánsko    |       | rytíř Řádu slona                                                                  | 2002, 24. dubna    |
| Estonsko  |       | Řád kříže země Panny Marie I. třídy s řetězem                                     | 2000, 2. listopadu |
| Island    |       | velkokříž Řádu islandského sokola                                                 | 2003, 1. června    |
| Itálie    |       | rytíř velkokříže s řetězem Řádu zásluh o Italskou republiku                       | 2002, 22. března   |
| Lotyšsko  |       | velkokříž s řetězem Řádu tří hvězd                                                | 2003, 10. března   |
| Malta     |       | Národní řád za zásluhy                                                            | 2001, 2. listopadu |
| Německo   |       | velký záslužný kříž Záslužného řádu Spolkové republiky Německo                    | 1969               |
| Německo   |       | velký záslužný kříž s hvězdou Záslužného řádu Spolkové republiky Německo          | 1975               |
| Německo   |       | velký záslužný kříž s hvězdou a šerpou Záslužného řádu Spolkové republiky Německo | 1980               |
| Německo   |       | velkokríž Záslužného řádu Spolkové republiky Německo                              | 1983               |
| Německo   |       | velkokříž speciální třídy Záslužného řádu Spolkové republiky Německo              | 1999               |
| Polsko    |       | rytíř Řádu bílé orlice                                                            | 2002, 4. března    |
| Rakousko  |       | velkohvězda Čestného odznaku Za zásluhy o Rakouskou republiku                     | 2004               |
| Slovensko |       | Řád bílého dvojkříže I. třídy                                                     | 2001, 9. října     |
| Španělsko |       | velkokříž s řetězem Řádu Isabely Katolické                                        | 2002, 8. listopadu |
| Švédsko   |       | rytíř Řádu Serafínů                                                               | 2003, 8. května    |
| Turecko   |       | Řád Turecké republiky                                                             | 2000               |